# Avontuur (Südafrika)
Avontuur ist ein zur Lokalgemeinde George gehörender Ort im Distrikt Garden Route der südafrikanischen Provinz Westkap. Der Ort liegt 13 km südöstlich von Uniondale. Im Ort kreuzen sich die Regionalstraßen R339 und R62. Außerdem ist Avontuur der Endpunkt der von Gqeberha ausgehenden Avontuur Railway, einer Schmalspurbahn mit 610 mm Spurweite.

## Geschichte
Der Ort Avontuur erhielt seinen Namen nach einem seit 1778 bekannten Fluss. Das Wort ist Afrikaans für „Abenteuer“.